# Myonia celata
Myonia celata är en fjärilsart som beskrevs av W. Warren 1906. Myonia celata ingår i släktet Myonia och familjen tandspinnare. Inga underarter finns listade i Catalogue of Life.